# Finney megye
Finney megye az Amerikai Egyesült Államokban, azon belül Kansas államban található. Megyeszékhelye és legnagyobb városa Garden City. Lakosainak száma 38 470 fő (2020. április 1.). Finney megye Scott, Haskell, Gray, Lane, Ness, Hodgeman, Grant és Kearny megyékkel határos.

## Népesség
A megye népességének változása:
| Lakosok száma | 36 945 | 37 097 | 37 161 | 37 098 | 37 118 | 38 470 |
|               | 2010   | 2011   | 2012   | 2013   | 2015   | 2020   |